# Cibalae
Cibalae war eine römische Siedlung in der Provinz Pannonia inferior an der Stelle des heutigen Vinkovci im Osten Kroatiens unweit der Grenze zu Serbien. Der Ort lag am Kreuzungspunkt von Straßen nach Sirmium, Siscia und Mursa/Aquincum. 
Seit der Zeit Hadrians war Cibalae Municipium (CIL III, 3267), seit dem 3. Jahrhundert n. Chr. die Colonia Aurelia Cibalae (CIL VI, 2833).
Wohl seit dem 3. Jahrhundert war Cibalae Bischofssitz, bekannt sind die als Heilige verehrten Bischöfe Eusebius von Cibalae und Pollio von Cibalae.
In der Nähe von Cibalae in der Ebene zwischen den Flüssen Save und Drau trafen am 8. Oktober 314 oder (wahrscheinlicher) 316  in der Schlacht bei Cibalae die Truppen Konstantins I. und des Licinius aufeinander. Kaiser Valentinian I. wurde 321 hier geboren, Kaiser Valens 328.
2014 wurde hier ein großer spätrömischer Silberschatz gefunden.